# Boble
En boble er en samling af gas, der er lukket inde i væske (som kan være kompakt eller en membran omkring boblen), og som tager form af væskens overfladespænding. En samling af små bobler danner skum. Bobler dannes hovedsageligt i vand tilsat sæber.
Ordet "boble" bruges metaforisk i økonomien til at beskrive et overvurderet marked, hvor der er risiko for, at det kollapser (økonomisk boble).